# Élections régionales tchèques de 2008
Les élections régionales tchèques de 2008 (en tchèque : Volby do zastupitelstev krajů v Česku 2008) se tiennent du 17 au 18 octobre 2008, afin d'élire les 675 représentants de 13 des 14 régions tchèques (Prague n'est pas concerné).